# Liste des penseurs, savants et érudits byzantins

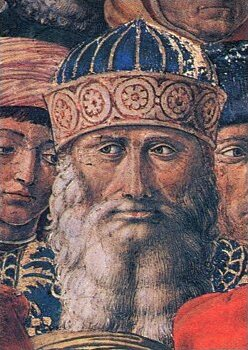
Georges Gémiste dit Pléthon (v. 1355 /1360 — 26 juin 1452) fut l'un des penseurs byzantins les plus originaux de son temps.

Dresser une liste exhaustive des penseurs, savants et érudits byzantins qui se sont succédé au cours des mille ans d’histoire de cette Empire dépasserait le cadre d’un article comme celui-ci. On y trouvera cependant mentionnés ceux qui ont marqué leur époque et dont les noms sont les plus susceptibles d'apparaitre dans des articles traitant de cet empire. L'orthographe de ces noms varie selon les textes où on les trouve; ils apparaissent ici dans la forme sous laquelle ils sont cités dans les articles de Wikipédia correspondant.

## Avant leIXesiècle(300-800~)
Les plus importants intellectuels connus qui vécurent avant la Renaissance macédonienne furent actifs sous la dynastie justinienne. 
- Oribase (vers 325 - vers 403), médecin de l’empereur Julien célèbre par ses compilations
- Thémistios (vers 317 - vers 388), fondateur d’une école de rhétorique et de philosophie à Constantinople vers 347
- Grégoire de Nazianze (329 - 390), théologien, Père de l’Église
- Basile de Césarée (329 - 379), théologien, Père de l’Église
- Théon d'Alexandrie (335 - 405), érudit d’Alexandrie, mathématicien
- Grégoire de Nysse (vers 335 - vers 395), théologien, Père de l’Église
- Jean Chrysostome (vers 345 - 407), archevêque de Constantinople, écrivain et prédicateur
- Hypatie (355/370 - 415), femme de lettres et de sciences, directrice de l'école néoplatonicienne d'Alexandrie
- Socrate le Scolastique (vers 380 - 450), historiographe ecclésiastique
- Théodoret de Cyr (vers 393 - vers 458), évêque, théologien et historiographe ecclésiastique
- Proclus de Lydie ou de Byzance (412 - 485), philosophe néoplatonicien de l'école néoplatonicienne d'Athènes
- Priscien de Césarée (vers 470 - ?), grammairien latin qui ouvrit en 525 une école latine publique renommée
- Anthémius de Tralles (vers 474 - avant 558), mathématicien, ingénieur et architecte
- Isidore de Milet (vers 475 - avant 558), mathématicien et géomètre
- Eutocius d'Ascalon (vers 480 - vers 540), géomètre, commentateur des traités d’Archimède
- Léonce de Byzance (vers 485 - vers 543), moine et théologien chrétien
- Jean Philopon (vers 490/495 - après 568), grammairien, philosophe et théologien chrétien
- Tribonien, (fin du Ve siècle - 542) érudit et juriste  qui joua un rôle fondamental dans la rédaction du Corpus iuris civilis  sous Justinien
- Timothée de Gaza (actif entre 491 et 518), philologue et grammairien
- Romain le Mélode (vers 493 - après 555), moine, hymnographe et poète
- Procope de Césarée (vers 500 - vers 565), rhéteur et historien
- Alexandre de Tralles (vers 525 - vers 605), médecin célèbre pour son cours de médecine en douze livres; frère d’Anthémius de Tralles
- Agathias le Scholastique (vers 530 - vers 590), avocat, poète et historien
- Évagre le Scholastique (536 - après 594), avocat, un des principaux historiens ecclésiastiques
- Cassianus Bassus (probablement au VIe siècle), agronome et écrivain  connu par son recueil, les Géoponiques
- Maxime le Confesseur (580 - 662), moine et théologien
- Georges de Pisidie (vers 580  - vers 634), poète, historien et théologien
- Théophylacte Simocatta (vers 580 - après 630), considéré comme le dernier historien du monde antique
- Étienne d'Alexandrie (vers 580 -  vers 642), philosophe, mathématicien, astronome, alchimiste
- Étienne de Byzance (VIe siècle), grammairien et géographe
- Callinicus d’Héliopolis (? - mort après 678), architecte et ingénieur, inventeur du feu grégeois
- Léonce ( ? - 706), empereur, astronome, mathématicien et ingénieur
- Maxime le Confesseur (vers 579 - vers 649), moine, auteur d’un traité religieux
- Michel le Syncelle (761-846), moine arabophone écrivant en grec sur des sujets variés : grammaire,  théologie, vies de saints, hymnes et poésie.

## Renaissance macédonienne (~800-1060~)
L’expression « Renaissance macédonienne » se réfère à une période de l’histoire byzantine des IXe siècle et Xe siècle au cours de laquelle, après une longue période de déclin, la vie culturelle et artistique prit un nouvel essor. 
- Léon le Mathématicien ou « le philosophe » (790/800 - après 869), homme d’Église savant et philosophe
- Georges le Moine (IXe siècle, auteur d’une  chronique universelle en quatre livres
- Georges le Syncelle (inconnue - après 810), secrétaire du patriarche de Constantinople, chroniqueur
- Photios Ier de Constantinople (vers 820 - 891 ou 897), patriarche, grand érudit et théologien
- Cyrille aussi appelé Constantin le Philosophe (826/ 827 - 869), missionnaire chrétien et linguiste (article Cyrille et Méthode)
- Aréthas de Césarée (vers 860 - après 932), homme d’Église philologue et humaniste
- Léon VI le Sage (866-912), empereur, auteur de traités juridiques, protocolaires, administratifs et militaires
- Syméon Métaphraste (vers 900 - vers 987), homme d'État et historien, auteur de la plus importante compilation hagiographique du Moyen Âge
- Constantin VII Porphyrogénète (905-959), empereur, érudit et écrivain
- Constantin III Lichoudès (inconnue - 1063), patriarche de Constantinople, un des lettrés faisant partie du gouvernement de Constantin X
- Jean Géomètre (vers 935 - vers 1000), écrivain et poète
- Léon le Diacre (avant 950 - après 992), homme d’Église et historien
- Jean Mavropous (vers 1000 - vers 1070), poète, érudit, hymnographe et auteur de lettres et de discours
- Christophe de Mytilène (vers 1000 - vers 1050), écrivain, poète et militaire
- Jean VIII Xiphilin (avant 1008 - 1075), patriarche de Constantinople,  doyen de la faculté de Droit de l’université de Constantinople
- Michel Psellos (1018-1078), écrivain et philosophe
- Jean Italos (vers 1020 - après 1082), philosophe et ambassadeur
- Michel Attaleiatès (vers 1022 - vers 1080), haut fonctionnaire et historien
- Syméon Seth (XIe siècle), médecin, astrologue et traducteur
- Théophylacte d'Ohrid (milieu du XIe siècle - vers 1108), archevêque et théologien.

## Période comnénienne (1081-1185)
Cette période s’étend de l’arrivée au pouvoir d’Alexis Comnène à la chute de Constantinople aux mains des croisés en 1204.
- Eustathe de Thessalonique (XIIe siècle), érudit, évêque de Thessalonique et professeur à l’Université
- Michel d'Éphèse (1070 - 1129), philosophe et commentateur d'Aristote
- Jean Zonaras (vers 1074 - après 1159), haut fonctionnaire, théologien et historien
- Grégoire de Corinthe (vers 1075 - vers 1156), homme d’Église et grammairien
- Anne Comnène (1083 - 1153), princesse byzantine et historienne
- Théodore Prodrome (vers 1100 - vers 1165/1170), écrivain poète et rhéteur
- Jean Tzétzès (vers 1110 - après 1180), philologue, grammairien,   écrivain, poète et linguiste
- Eustathe de Thessalonique (vers 1115 - vers 1198), homme d’Église professeur de grammaire, de rhétorique et de philosophie à l’École patriarcale
- Nicéphore Basilakès (vers 1115 - après 1182), rhéteur
- Michel Glycas (vers 1125 - vers 1204), historien et théologien
- Michel Choniatès (vers 1140 - vers 1220), homme d’Église et écrivain il était le frère ainé de Nicétas Choniatès
- Jean Cinnamus (1143/1144 - après 1185), historien
- Nicétas Choniatès (vers 1155  - 1217), administrateur et historien
- Nicéphore Blemmydès (1197 - vers 1269), érudit, enseignant, astronome et mathématicien.

## Renaissance Paléologue (1261-1453)
Période de renouveau culturel allant de la reprise de Constantinople par Michel VIII en 1261 à la chute finale aux mains de Mehmet II en 1453, au cours de laquelle l’empire byzantin affaibli voit sa culture s’affirmer grâce à de brillants intellectuels.
- Nicolas Myrepsos (XIIIe siècle, médecin célèbre par ses traités de pharmacologie
- Démétrios Pépagoménos (1200 - 1300), médecin, auteur probable de plusieurs ouvrages de médecine humaine et vétérinaire
- Georges Acropolite (1217 - 1282), diplomate et historien
- Théodore II Lascaris (1221/1222 - 1258), empereur de Nicée, auteur de traités théologiques, historiques et philosophiques
- Grégoire Choniadès (vers 1240 - 1320), homme d’Église mathématicien et astronome
- Manuel Holobolos (vers 1240 - vers 1290), auteur de commentaires sur  Aristote, il fut l'un des premiers  à s'intéresser à la culture latine
- Grégoire II de Chypre (1241 - 1290), patriarche de Constantinople, érudit et théologien
- Georges Pachymère (1242 - vers 1310), homme d’Église,   professeur de droit,  écrivain et historien
- Jean Pediasimos (en) (ou Jean Pothos) (~1250-1300~), homme d’Église, érudit, astronome, mathématicien, musicien et médecin
- Nicéphore Choumnos (vers 1250/1255 - 1327), homme politique, érudit et rival de Théodore Métochitès
- Maxime Planude (vers 1255/1260  -  vers 1305/1310), moine grammairien, philologue et théologien
- Nicéphore Calliste Xanthopoulos (vers 1256 - vers 1350), moine et historien ecclésiastique
- Manuel Moschopoulos (entre 1265 et 1275  - après 1316), philologue et grammairien
- Thomas Magister (vers 1270 - après 1346), moine et théologien, philologue et rhéteur
- Théodore Métochitès (1270-1332),  homme politique, écrivain, philosophe, protecteur des arts et des sciences
- Manuel Philès (vers 1275 - 1345), poète de cour
- Constantin Loukitès (avant 1280 - 1340), poète, amateur d’astronomie
- Démétrios Triclinios (vers 1280 - vers 1340), philologue et astronome
- Barlaam le Calabrais (vers 1290 - 1348), moine astronome et mathématicien
- Nicéphore Grégoras (vers 1295  -  1360), historien, philosophe, savant et humaniste
- Jean VI Cantacuzène (vers 1295 - 1383), empereur et historien
- Isaac Argyre (vers 1312 - vers 1372), mathématicien et astronome
- Théodore Méliténiotès (vers 1320 - 1393), homme d’Église, astronome, enseignant, et écrivain
- Démétrios Kydones (1320/1325 - 1397/1398), théologien, traducteur, écrivain et homme d’État
- Nicolas Cabasilas (1322- 1391), théologien laïc
- Manuel II Paléologue (1350 - 1425), empereur, érudit, dialecticien, styliste et théologien
- Manuel Chrysoloras (vers 1355 - 1415), humaniste byzantin qui fut l’un des premiers à introduire la culture grecque en Italie
- Jean Chortasménos (vers 1370 - 1431), religieux, bibliophile et copiste de manuscrits prolifique, professeur distingué (διδάσκαλος καθολικός)
- Jean Argyropoulos (vers 1395 - 1487), lettré, humaniste et philosophe
- Gennade II Scholarios (vers 1400 - vers 1473), patriarche de Constantinople, auteur, philosophe et théologien
- Georges Sphrantzès (vers 1401 - 1478), diplomate et historien
- Basilius Bessarion (1403 - 1472), moine et érudit, patriarche latin de Constantinople
- Laonicos Chalcondyle (vers 1423 - vers 1490), historien, cousin de Démétrios Chalcondyle
- Démétrios Chalcondyle (1423 - 1511), auteur ayant contribué à répandre à l'Ouest la connaissance et le goût des lettres grecques.